# H
Hは、ラテン文字（アルファベット）の8番目の文字。小文字は h 。ギリシャ文字のΗ（イータ）に由来し、キリル文字のИは同系である。
キリル文字のНは別字で、ラテン文字のNに相当する文字である。

## 字形
はじめの字形がある。

筆記体

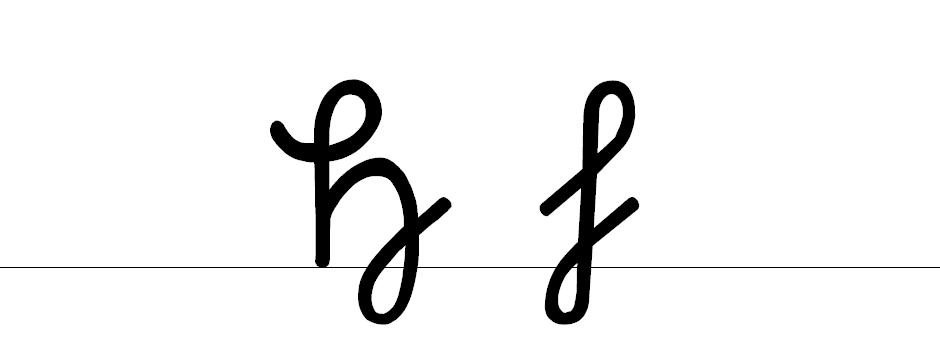
ジュッターリーン体

1. 2本の縦棒とそれを中央で結ぶ横棒から成る。大文字は普通この字形である。
2. 右の縦棒の上半分を欠く。右の角は丸まり、左の交点も同じ方向に丸まる。小文字はこの字形である。フラクトゥールは{\displaystyle {\mathfrak {H\ h}}}のように、大文字、小文字ともこの字形である。

## 呼称
- 拉・独・蘭・洪・尼：ハー
- 仏: ache（アシュ）
- 伊: acca（アッカ）
- 西: hache（アチェ）
- 英: aitch（エイチ）/eɪtʃ/
  - 愛・豪: haitch（ヘイチ）/heɪtʃ/
- 葡: agá（アガー）
- 羅: haș（ハッシュ）
- エス・典・諾・丁・芬：ホー
- 波・越：ハ
- 日：エイチ /e̞itɕi/、エッチ /e̞t̚tɕi/、ヘイチ /he̞itɕi/、ヘッチ /he̞t̚tɕi/

これらの呼称は
ラテン語「ha」→後期ラテン語 "aha" → "ahha" → "accha"
→イタリア語 "acca"
→スペイン語 "hache" → フランス語 "ache" → 英語 "aitch"
というような推移によるものと考えられている。
なお、英語名は、当初古いフランス語そのままにおおむね [aːtʃə] のごとく発音していたが、その後の規則的な変化（大母音遷移）により現在の音 [eɪtʃ] になっている。現在の英語では一般に単音節語の -aCe を [-eɪC] と発音する（ここで C は任意の子音とする）ものの、C にあたる位置に ch [tʃ] が立つ場合についてはほとんど例がないため、H [eɪtʃ] を ache と綴ることは通常行われない。ache という綴りは [eɪk] と発音する別の語彙に当てられている。

## 音価
- ドイツ語や英語では原則として無声声門摩擦音/h/ないしその類似音を表す。ドイツ語では語頭以外で前に母音、またはt,rを伴うhは発音されない（複合語中のhは元の単語の発音に準ずる）。また、その前の母音を長く伸ばすように作用し、英語でもそうなる場合があり、この場合hの文字そのものは発音されない。
  - ドイツ語ではiの前で無声硬口蓋摩擦音[ç]を表すこともある（例えばHitomiなど）。
- ポーランド語や中国語のピンインでは無声軟口蓋摩擦音/x/を表す。
- 多くのロマンス語では発音されない。
  - フランス語では、「無音のh」と「有音のh」の2種類がある。両者とも単独では発音されることは無いが、有音のhで始まる単語はリエゾン・エリジオン・アンシェヌマンを起こさない（語頭以外のhはこの区別を考える必要は無い）。黙字#フランス語も参照のこと。
  - イタリア語では発音に関わらないhについては、英語のhaveに相当する動詞avereの活用、感嘆詞、外来語を除き、書かれなくなった。なお、hはcやgの後ろに置かれてcやgを/k/や/g/の発音に保つ働きを持つ。
  - 例外的に、ルーマニア語では/h~x/で発音される。ch, ghはイタリア語と同じ。
- 多くの言語で、"ch", "ph" などのように他の子音字の後ろに置かれ、類似の別音を表す。摩擦音になることが多い。
- 他の子音字の後ろに置いて有気音を表すことがある。タイ語やヒンディー語などの有声無声の区別、有気無気の区別の両方がある言語のローマ字表記で使用される。
- 日本語のローマ字表記ではハ行の子音に用いる。但しヘボン式では「フ」の子音は他のハ行の子音と異なる為別の字 (F) を用いる。また、「ヒ」の子音も他のハ行の子音と異なるが、これには訓令式でもヘボン式でも他のハ行と同じHを用いる。オ段の長音の表記に使用する場合もある（佐藤→Satoh、妹尾→Senoh）が、これはヘボン式でも訓令式でも認められていない。
- 朝鮮語のローマ字表記では初声の「ㅎ」に用いる。一般的ではないが、イェール式等、激音を示す為にも使用される表記法がある。

## 歴史
ギリシャ文字のΗ（イータ）に由来する。現在のΗやИが母音字なのに対し、このHが/h/を表すのは、Ηの古い音韻（ヘータと呼ばれ、/h/を表した）に基づくものである。

## Hの意味

### 学術的な記号・単位
- 十七を意味する数字。二十進法など、十八進法以上(参照: 位取り記数法#Nが十を超過)において十七（十進法の17）を一桁で表すために用いられる。

#### 大文字
- 水素の元素記号。
- インダクタンスのSI組立単位、ヘンリー（大文字）。
- 電磁気学における磁場（磁界）の意。
- 熱力学におけるエンタルピーの意。
- 解析力学におけるハミルトニアンの意。
- 天気図における高気圧 (High pressure area) の意。
- 洋楽の、ドイツ音名の1つ、「ハー」。イタリア式では「si」、日本式では「ロ」、英米式や中国式では「B」に相当。→ロ (音名)
  - 音階の7番目の音であることから、音楽関係者の間で7を表す隠語として使われる。例：H（ハー）万=7万（円）
- 大文字太字のHあるいは{\displaystyle \mathbb {H} }は、数学において四元数 (Hamilton) の全体を表す。
- コンピュータプログラムで数値リテラルが十六進数 (Hexadecimal) であることを示す接頭語または接尾辞。（例：マイクロソフト系BASICにおける「&HC9」、Z80のアセンブリ言語における「0C9H」）
- 接眼レンズの中で、ホイヘンス形式を表す。
- 真空管の端子の1つ。ヒータ (Heater)
- （コ）ホモロジー
- HQ9+において、Hello worldを出力する文字。

#### 小文字
- 高さ (height) の量記号
- 100倍を表すSI接頭語のヘクト
- 時間（英: hour、仏: heure）を表す単位（小文字）。
  - 例：1h23 = 1時23分。
- 熱力学における比エンタルピーの意。
- 量子力学でプランク定数。 (h = 6.6260693(11)×10-34 J·s) 。
- C言語のヘッダファイル（ライブラリ）の拡張子。例 "stdio.h" = 標準入出力のライブラリ
- hパラメータ、h行列。
- フラクトゥールでリー環、とくにカルタン部分環
- コクセター数

### その他の記号
- 元号「平成（Heisei）」の略記。
- ドクターH - アニメ「チキチキマシン猛レース」の登場人物。
- 鉛筆の芯の硬さを表す記号。Hard の頭文字。Fより硬く、以降硬くなるに従って2H、3H…となり、一番硬いのは9H。
- 鉄道のサインシステムにおいて、JR函館線・千歳線・室蘭線（札幌駅〜東室蘭駅〜函館駅、大沼駅〜七飯駅）(Hakodate)、札幌市営地下鉄東豊線 (tōHō)、東京メトロ日比谷線 (Hibiya)、名古屋市営地下鉄東山線 (Higashiyama)、JR片町線・東西線、近鉄天理線、岡山電気軌道東山線 (Higashiyama)、広島電鉄皆実線（比治山線）(Hijiyama)、福岡市交通局箱崎線 (Hakozaki) の路線記号として用いられる。
- ヘリポートの“H”。
- エッチの意（hentaiの頭字）。
- 高さ (Height)。⇔W（幅 Width）。
- スリーサイズのうちのヒップ (Hip)。
- 湯 (Hot) を表す記号。
- ホテル (hotel) を指す記号。
- ハードル競走の略。「100mH」「110mH」など。
- 写植において、歯 (0.25mm) の略。
- 国鉄・JR等の機関車で、動軸を8軸有するものの形式に付される記号。EH10、EH500、EH200。
- 水銀灯。構内電気設備配線用図記号 (JIS C 0303:2000) で用いられる。HID灯の図記号に傍記。
- 医用コンセント。構内電気設備配線用図記号 (JIS C 0303:2000) で用いられる。コンセントの図記号に傍記。
- 位置表示灯内蔵スイッチ。構内電気設備配線用図記号 (JIS C 0303:2000) で用いられる。スイッチの図記号に傍記。
- 電気業界で日立製作所を表す符丁。
  - 携帯電話・PHS業界でも、au・NTTパーソナル・アステルの日立製端末の型番にHが付けられた。W43H、W62Hなど。
  - 東海道新幹線でも、開業当初は日立製の編成を「H編成」と称していた。
- ホールド (hold) の略。
- 日本のプロ野球球団福岡ソフトバンクホークス (Hawks) の略号。
- 野球における、ヒット(Hit)の略。スコアボード等で使用される。
- ケッペンの気候区分における、高山気候を表す。
- H5系以降の北海道旅客鉄道の車両形式に冠される文字。
- 水平対向エンジン (Horizontally Opposed Engine) の略。
- H (石井竜也のアルバム) - 石井竜也のオリジナルアルバム
- 「H」/「コミックH」 - 株式会社ロッキング・オン (rockin'on) から出版された雑誌。
- H (小説) - 田中康夫の小説
- H (シングル) - 浜崎あゆみのシングル
- Hトラック（アッシュトラック） - フランスの自動車メーカーシトロエンが1947年から1981年まで発売していた貨物自動車
- H-エイチ- - 桜井まちこの漫画
- H (アッシュ) - きんこうじたまの漫画
- H (映画) - 2002年公開の韓国映画
- 英語の疑問詞におけるHow。詳しくは記事「5W1H」を参照のこと。
- 韓国 (Hanguk) の略称に使われることがある。
- ホームストレッチ (Homestretch) - 陸上競技場・競馬場・競輪場などで、決勝線のある側の略。HSとも。
- 日本の作詞家、作曲家、編曲家、写真家、映像作家、音楽プロデューサーの名前。本名・濱洋一。別名義は「H（eichi）」。元「three tight b」ギター・ボーカル

## 符号位置
| 大文字 | Unicode | JIS X 0213 | 文字参照            | 小文字 | Unicode | JIS X 0213 | 文字参照            | 備考                     |
| ------ | ------- | ---------- | ------------------- | ------ | ------- | ---------- | ------------------- | ------------------------ |
| H      | U+0048  | 1-3-40     | &#x48; &#72;        | h      | U+0068  | 1-3-72     | &#x68; &#104;       | 半角                     |
| Ｈ     | U+FF28  | 1-3-40     | &#xFF28; &#65320;   | ｈ     | U+FF48  | 1-3-72     | &#xFF48; &#65352;   | 全角                     |
| Ⓗ      | U+24BD  | ‐          | &#x24BD; &#9405;    | ⓗ      | U+24D7  | 1-12-38    | &#x24D7; &#9431;    | 丸囲み                   |
| 🄗      | U+1F117 | ‐          | &#x1F117; &#127255; | ⒣      | U+24A3  | ‐          | &#x24A3; &#9379;    | 括弧付き                 |
| ᴴ      | U+1D34  | ‐          | &#x1D34; &#7476;    | ʰ      | U+02B0  | ‐          | &#x2B0; &#688;      | 上付き文字               |
| 𝐇      | U+1D407 | ‐          | &#x1D407; &#119815; | 𝐡      | U+1D421 | ‐          | &#x1D421; &#119841; | 太字                     |
| 𝐻      | U+1D43B | ‐          | &#x1D43B; &#119867; | ℎ      | U+210E  | ‐          | &#x210E; &#8462;    | イタリック体             |
| 𝑯      | U+1D46F | ‐          | &#x1D46F; &#119919; | 𝒉      | U+1D489 | ‐          | &#x1D489; &#119945; | イタリック体太字         |
| ℋ      | U+210B  | ‐          | &#x210B; &#8459;    | 𝒽      | U+1D4BD | ‐          | &#x1D4BD; &#119997; | 筆記体                   |
| 𝓗      | U+1D4D7 | ‐          | &#x1D4D7; &#120023; | 𝓱      | U+1D4F1 | ‐          | &#x1D4F1; &#120049; | 筆記体太字               |
| ℌ      | U+210C  | ‐          | &#x210C; &#8460;    | 𝔥      | U+1D525 | ‐          | &#x1D525; &#120101; | フラクトゥール           |
| ℍ      | U+210D  | ‐          | &#x210D; &#8461;    | 𝕙      | U+1D559 | ‐          | &#x1D559; &#120153; | 黒板太字                 |
| 𝕳      | U+1D573 | ‐          | &#x1D573; &#120179; | 𝖍      | U+1D58D | ‐          | &#x1D58D; &#120205; | フラクトゥール太字       |
| 𝖧      | U+1D5A7 | ‐          | &#x1D5A7; &#120231; | 𝗁      | U+1D5C1 | ‐          | &#x1D5C1; &#120257; | サンセリフ               |
| 𝗛      | U+1D5DB | ‐          | &#x1D5DB; &#120283; | 𝗵      | U+1D5F5 | ‐          | &#x1D5F5; &#120309; | サンセリフ太字           |
| 𝘏      | U+1D60F | ‐          | &#x1D60F; &#120335; | 𝘩      | U+1D629 | ‐          | &#x1D629; &#120361; | サンセリフイタリック     |
| 𝙃      | U+1D643 | ‐          | &#x1D643; &#120387; | 𝙝      | U+1D65D | ‐          | &#x1D65D; &#120413; | サンセリフイタリック太字 |
| 𝙷      | U+1D677 | ‐          | &#x1D677; &#120439; | 𝚑      | U+1D691 | ‐          | &#x1D691; &#120465; | 等幅フォント             |

| 記号 | Unicode | JIS X 0213 | 文字参照            | 名称                                    |
| ---- | ------- | ---------- | ------------------- | --------------------------------------- |
| ₕ    | U+2095  | ‐          | &#x2095; &#8341;    | LATIN SUBSCRIPT SMALL LETTER H          |
| ʜ    | U+029C  | ‐          | &#x29C; &#668;      | LATIN LETTER SMALL CAPITAL H            |
| 🄷    | U+1F137 | ‐          | &#x1F137; &#127287; | SQUARED LATIN CAPITAL LETTER H          |
| 🅗    | U+1F157 | ‐          | &#x1F157; &#127319; | NEGATIVE CIRCLED LATIN CAPITAL LETTER H |
| 🅷    | U+1F177 | ‐          | &#x1F177; &#127351; | NEGATIVE SQUARED LATIN CAPITAL LETTER H |

## 他の表現法
| フォネティックコード | モールス符号 |
| Hotel                | ・・・・     |

|        |          | ⠓    |
| 信号旗 | 手旗信号 | 点字 |